# Botryllus promiscuus
Botryllus promiscuus is een zakpijpensoort uit de familie van de Styelidae. De wetenschappelijke naam van de soort is voor het eerst geldig gepubliceerd in 2002 door Okuyama & Saito.